# Цыси (город)
Цыси́ (кит. упр. 慈溪, пиньинь Cíxī) — городской уезд города субпровинциального значения Нинбо провинции Чжэцзян.

## История
Уезд Цыси (慈溪县) был образован во времена империи Тан в 738 году из смежных территорий уездов Юйяо и Маошань; он вошёл в состав области Минчжоу (明州). Во времена империи Мин в 1418 году написание названия уезда было изменено с 慈溪 на 慈谿.
После образования КНР был создан Специальный район Нинбо (宁波专区), и уезд вошёл в его состав. В 1956 году в рамках общенациональной кампании по упрощению написания иероглифов название уезда вновь стало писаться как 慈溪; в том же году к уезду был присоединён Аньдунский район соледобычи (庵东盐区). В 1970 году Специальный район Нинбо был переименован в Округ Нинбо (宁波地区). В 1983 году Округ Нинбо был расформирован, и уезд перешёл под юрисдикцию властей города Нинбо.
13 октября 1988 года уезд Цыси был преобразован в городской уезд.

## Административное деление
Городской уезд делится на 5 уличных комитетов и 14 посёлков.

## Экономика
Цыси входит в десятку наиболее развитых уездов КНР, он известен как «столица мелкой бытовой техники» и является крупнейшим центром производства обогревателей в Китае. Более 95 % предприятий уезда — средние и малые частные OEM-производители небольших электроприборов. По производству малой бытовой электротехники Цыси занимает второе место в стране, после округа Фошань. Цыси экспортирует около 25 % всех обогревательных приборов Китая, в районе расположено свыше 100 предприятий по производству электрообогревателей. 
Большое значение имеет культивирование восковницы.